# Gris de Chin

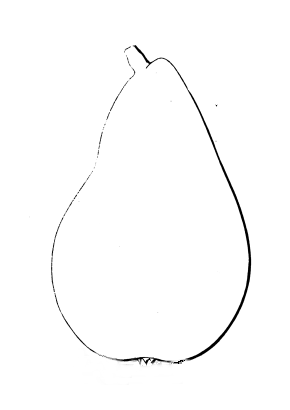
Gris de Chin, type 2 représenté dans la Pomone tournaisienne.

Gris de Chin est une variété de poirier.

## Origine
Elle a été obtenue en 1832 par Norbert Bouzin, doyen de Chin, (Ramegnies-Chin), en Belgique, Hainaut. Ramegnies-Chin se trouve près de Tournai, non loin de Lille, dans le Nord de la France.

## Arbre
- Vigueur - fertilité : De moyenne vigueur et très-fertile.
- Scions : peu allongés, flexueux, roux foncé.
- Bourgeons : sans console, écartés du scion, coniques, aigus.
- Boutons à fruit : assez gros, ovales, pointus.

### Feuilles
- Forme : ovales, aplaties, denticulées.
- Pétiole : moyen.
- Stipules : filiformes, recourbées sur le scion.

### Fleurs
- Forme : moyennes, en bouquets courts.
- Corole : étalée, à pétales ovales.

### Fruit

#### Forme et calibre
- Grandeur : moyen, piriforme, oblique, roux, souvent coloré du côté du soleil, scabre.
- Pédoncule très court, obliquement terminal.
- Calice : affleurant.
- Peau : grise, rude.

#### Chair
- Chair : fine, très-fondante, sucrée, juteuse et vineuse, excellente.

### Date de récolte et maturité
- Maturité : septembre et octobre.

### Productivité
Cet arbre est d'une fertilité remarquable.

## Observations
- Culture : de plein vent en pyramide.
- Son fruit est supérieur au Beurré gris.
- Mérite d'être propagé dans les vergers.